# Lomený ideál
Lomený ideál je matematický koncept z oboru komutativní algebry, kde se vyskytuje v kontextu oborů integrity, a to zejména Dedekindových oborů. Do určité míry si lze lomené ideály představovat zkrátka jako ideály, v kterých jsou povoleny jmenovatele.

## Formální definice
Nechť R je obor integrity a K je jeho podílové těleso. Pak se lomeným ideálem R rozumí každý takový R-podmodul I tělesa K, pro který existuje nenulový prvek r∈R, že platí rI⊆R.
Prvek r lze tedy vnímat jako společný násobek jmenovatelů z I, který je vykrátí.
Jako hlavní lomený ideál se označuje takový lomený ideál, který je jako R-podmodul K generovaný jediným prvkem.
Lomený ideál je ideálem právě tehdy, když je podmnožinou R.